# براتا دنسيدونيا
براتا دنسيدونيا (بالإيطالية: Prata d'Ansidonia)‏ هي بلدية في مقاطعة لاكويلا في إقليم أبروتسو الإيطالي.

## السكان
في سنة 1861 بلغ عدد السكان 1٬759 نسمة، وتطور العدد ليصل في سنة 2011 لـ 501 نسمة.
يظهر هذا المخطط البياني تطور النمو السكاني لـ براتا دنسيدونيا